# Siemion Makiejew
Siemion Iljicz Makiejew (ros. Семён Ильич Макеев; ur. 1898, zm. 1987) – radziecki generał porucznik artylerii, uczestnik II wojny światowej.
Pochowany na Cmentarzu Chowańskim w Moskwie.